# 우익
우익(右翼)은 종래의 사회 질서와 사적 소유권을 옹호하는 정치적 입장을 가리키는 말이고, 우파(右派)는 우익의 당을 말한다. 국어사전에서는 우익을 '보수적이거나 국수적인 경향'이라고 정의한다. 우익은 일반적으로 사회계급과 경제적 불평등을 자연법, 경제 원리, 전통 등에 따른 불가피하거나 자연스러운 결과로서 바라보며, 따라서 이들은 작은 정부와 시장에 의한 경제적인 자유를 추구하고, 강한 안보와 전통 및 소유권 보호를 통해 사회가 안정적으로 유지되기를 원한다. 
널리 쓰이는 정치적 스펙트럼 구분에 있어서 우익은 좌익에 반대되는 개념으로서, 현대에는 특히 자유시장과 사유재산을 옹호하고 사회보수주의의 성향을 가지는 정파 또는 체제를 가리키는 말로 사용된다.

## 명칭
프랑스 혁명(1789년∼1799년) 당시 국민공회에서 입헌군주제를 주장한 지롱드당이 의장석의 오른쪽 자리에, 중간 성향의 마레당이 가운데, 급진 개혁을 주장하는 몽테뉴당이 왼쪽에 앉은 것에서 'The right'(우파), 'The left'(좌파)라는 단어가 유래되었다. 이후 20세기 들어서 여러 문헌에 'Right-wing', 'Left-wing'이란 용어가 함께 쓰이기 시작했는데 이를 한국어로 번역하면 우익, 좌익이다. 그러나 오늘날에는 우파(좌파)와 우익(좌익)을 크게 구분하지 않기도 한다.
한편, 현대에도 많은 국가의 의회 내에서는 의장석을 기준으로 우익 정당일수록 우측에, 좌익 정당일수록 좌측에 의석이 배정되는 관례가 있다.

## 일반적 의미의 우익
경제적으로는 자유주의를 옹호하며 혁신보다는 안정을, 평등과 분배와 같은 생산성이 떨어지는 정책보다는 개개인을 경제 성장의 수단 또는 도구로 보는 동시에 개개인들의 경쟁을 사회 발전의 수단화로 보며, 개개인의 자치능력을 향상시켜 곧 국가의 발전에 기여한다는 것에 중점을 둔다.
그러나 경우에 따라서는 경제적으로 엄격한 통제경제를 지향하는 우익도 존재하며, 더 나아가 자본주의를 거부하고 사회주의적 개혁을 지지하는 우익의 부류도 있다. 이러한 우파는 소득 향상을 위한 개개인의 자유경쟁을 거부하며, 개인의 가치를 국가나 공동체와의 관계 속에서 파악하는 경향이 강하다. 이러한 우익의 형태가 급진화한 것을 파시즘이라고 부른다. 제2차 세계 대전을 통해 파시즘은 붕괴되었으나, 인종 차별, 국수주의 등의 성향을 띤 스킨헤드와 네오나치즘을 신봉하는 네오나치 등은 여전히 남아 있다.
많은 경우 우익은 국민주의적이지만, 좌익 국민주의 운동이 태동하거나 제국주의 세력에게 식민지를 겪고 좌익이 기득권이 된 국가의 경우는 오히려 좌파와의 경쟁에서 승리하기 위해 국민주의를 포기하는 경우도 있다.
2차 대전 후, 1970년대 이후부터 유럽, 오세아니아, 북미, 남미 등의 국가에서 분배를 중요시하는 좌파적 정치세력이 유행하여 확산되었다. 1980년대 이후엔 정치 성향이 중도우파, 중도좌파처럼 정치적 성향이 일부 혼합되는 형태가 나타나 21세기까지 이르고 있다.
일반적으로 서구에서는 선택적 복지, 개인주의, 사회진화론, 경제적 자유주의, 보수, 자유방임적인 시장경제를 지향하며, 좌파는 반대로 계획 경제와 보편적 복지, 경제적 평등을 추구한다.

## 우익 사상
크게 다음과 같이 분류되며, 지향하는 이념이 달라도 일부 겹치기도 한다.

### 자유주의
- 자유지상주의
  - 신자유주의
  - 아나코자본주의
- 자유보수주의
- 보수자유주의
- 국민자유주의
- 고전적 자유주의
- 경제적 자유주의
- 녹색자유주의

### 집단주의
- 국가주의
- 권위주의
- 국민주의
  - 시민국민주의
  - 종족국민주의
  - 드골주의
  - 국수주의
    - 파시즘
- 인종주의

### 보수주의
- 보수자유주의
- 자유보수주의
- 국민보수주의
- 녹색보수주의
- 재정보수주의
- 사회보수주의
- 전통보수주의
- 신보수주의
- 고보수주의
- 극보수주의
- 신우익
- 반공주의
- 온건 보수주의

### 공화주의
- 애국주의
- 도덕주의
- 법치주의
- 공동체주의
- 기독교 민주주의
- 이슬람 민주주의

### 전통주의
- 봉건주의
- 교권주의
- 군주주의
- 도덕주의
- 전통보수주의
- 기독교 근본주의
- 기독교 보수주의
- 기독교 우파
- 이슬람주의
- 이슬람 원리주의
  - 와하브파
  - 살라프파
- 힌두트바
- 수구주의
- 반동주의

### 기타
- 절대주의
- 공리주의

## 같이 보기
- 보수주의
- 정치성향
- 좌익
- 좌익과 우익